# Aruba International Raceway
Der Aruba International Raceway ist eine Motorsportanlage auf der Insel Aruba.
Die 1005 Meter lange asphaltierte Rennstrecke wurde speziell für Dragsterrennen im Norden von San Nicolas im Stadtteil Palo Marga nach dem Vorbild der Dragsteranlagen der USA gebaut. Die Anlage wurde von dem Amerikaner Steve Gibbs, ehemaliger Präsident der National Hot Rod Association, entworfen.
Die Rennstrecke verfügt über eine überdachte Zuschauertribüne und Boxengasse für die Rennfahrzeuge. Die traditionellen Renndistanzen, die dort ausgetragen werden, sind die Viertelmeile (402,34 m) und die Achtelmeile (201,17 m). Finanziert wird die Rennstrecke durch die Aruba Lottery Fundacion Lotto pa Deporte und lokale Firmen. Betreiber ist die IHRA-Aruba.
Die Rennen werden nach den Regeln der National Hot Rod Association ausgetragen.
Durchschnittlich finden 7 Rennevents im Jahr statt. Daneben gibt es an die 20 Wochenenden, an denen straßenzugelassene Wagen auf der Strecke gegeneinander antreten können.